# Нимбостратус
Нимбостратус (лат. nimbus — кишовит и stratus — слој) је врста вертикалних облака. Називају се још и кишно-слојевити. Настају услед мешања ваздушних фронтова. Састоје се тамно-сивих слојева засићених воденим капима и аморфног су облика. Достижу велике вертикалне размере, чак и до 5000 метара, а у хоризонтали се могу пружати и на потезу од по неколико хиљада километара. Развијају се на висини од 100—3.000 метара.